# Entrées libres
Entrées libres, magazine mensuel publié en langue française, est la revue du Secrétariat général de l’enseignement catholique des communautés francophone et germanophone de Belgique (SeGEC). 
Cette publication qui porte comme sous-titre "Ecrire et lire l'enseignement catholique" a sorti son premier numéro en septembre 2005.
Elle poursuivait alors le travail éditorial précédemment initié sous le titre "Exposant neuf, l'indice d'une école qui évolue" (25 numéros parus), lui-même continuation de la triple publication appelée : "Forum Pédagogie" - Forum Actualité - Forum L'Europe d'écoles (derniers opus non numérotés paru en septembre/octobre 2000).
D'accès gratuit, elle est envoyée mensuellement en version imprimée à plus de 14.000 destinataires, essentiellement membres des Pouvoirs organisateurs, des directions ainsi que du corps enseignant du réseau d'enseignement libre, qui scolarise un élève sur deux en Communauté française.
Elle fait également l'objet d'une newsletter mensuelle envoyée à plus de 15.000 destinataires qui donne accès à sa version électronique, aussi accessible sur le site www.enseignement.catholique.be où il est également possible de s'inscrire à cet envoi.

## Rédaction
L'éditeur responsable et rédacteur en chef du magazine est Arnaud Michel, directeur du Département de la communication du SeGEC.
Son éditorialiste est Etienne Michel, par ailleurs Secrétaire général du SeGEC.
Son secrétariat est assuré par Déborah Buekenhoudt.
Le mensuel compte plusieurs rédacteurs: Déborah Buekenhoudt, Pauline Jans, Victoria Magnette, Arnaud Michel et Gérald Vanbellingen. La mise en page est assurée par Catherine Jouret.
La rédaction est située au siège du SeGEC, Avenue Emmanuel Mounier 100, 1200 Bruxelles (Woluwé-St-Lambert).
Le magazine se compose de 28 pages et paraît tous les mois, sauf en juillet et en août.
Il comprend plusieurs rubriques récurrentes, dont un dossier thématique mensuel.

## Support
La revue est imprimée sur papier PEFC, au format A4.
Si Forum Pédagogie et Exposant neuf  furent réalisées en bichromie, c'est en full quadri que se déclinent les numéros d'Entrées Libres.